# SS Transylvania (1914)
La SS Transylvania era una lussuosa nave passeggeri britannica costruita nel 1914 dalla Scott's Shipbuilding Company. All'inizio della prima guerra mondiale venne requisita dalla Royal Navy come piroscafo per il trasporto truppe.

## Servizio
Il 3 maggio del 1917 il transatlantico partì da Marsiglia scortato da due cacciatorpediniere giapponesi, il Matsu e il Sakaki. Il suo carico erano oltre 3000 persone tra membri dell'equipaggio, soldati e infermiere alla volta di Alessandria d'Egitto. Intorno alle ore 10 del 4 maggio 1917, il Transylvania che stava transitando, alla velocità di circa 16 nodi, sottocosta al promontorio prospiciente al comune di Bergeggi, all'incirca due miglia a sud di capo Vado venne colpito ed affondato da due siluri lanciati dal sottomarino tedesco U-63. Le due navi di scorta iniziarono subito le operazioni di soccorso ma la corrente era molto forte in direzione sud-ovest. Molti naufraghi infatti vennero soccorsi dai pescatori al largo di Finale Ligure, e dai comuni vicini, soprattutto Noli. Le vittime accertate furono 414, molte  di queste (85 di cui 82 soldati, 2 membri dell'equipaggio e un marinaio) furono sepolte nel cimitero di Zinola, quartiere di Savona; alcuni corpi (42) furono invece seppelliti in altri comuni liguri, nel Principato di Monaco, in Francia e in Marocco.
Sugli scogli, alla Punta Predani di Bergeggi, di fronte alla zona dove avvenne l'affondamento, è stata eretta una croce in memoria dei caduti nel naufragio. I nomi dei 274 soldati che non furono ritrovati sono ricordati in un Monumento (memoriale) presso il Cimitero di Savona, mentre le vittime della Marina, disperse in mare (6), sono ricordate a Tower Hill a Londra.
Il 7 ottobre 2011 i sommozzatori del Centro carabinieri subacquei di Genova hanno ritrovato il relitto del Transylvania a 630 metri di profondità al largo dell'isola di Bergeggi, poco al largo di Savona, in collaborazione con Guido Gay inventore e costruttore del minisommergibile Pluto della Marina Militare italiana utilizzato nell'impresa.